# جون تشارلز روبرتسون
جون تشارلز روبرتسون (بالإنجليزية: John Charles Robertson)‏ هو ضابط أسترالي، ولد في 1894، وتوفي في 18 يناير 1942.